# Халтуринская улица
Халту́ринская улица — улица в Восточном административном округе Москвы. Располагается между Большой Черкизовской и Просторной улицами.

## Описание
Нумерация домов ведётся от пересечения с Большой Черкизовской улицей. С противоположной стороны улица примыкает к Просторной улице и Открытому шоссе.
 
Справа к улице примыкает Халтуринский проезд.

## Происхождение названия
До 1922 года называлась Прогонной улицей (это название указывает на её происхождение от прогонной дороги, по которой в Средние века пасли скот). Затем её переименовали в улицу Тимохина (по домовладельцу). Однако это название просуществовало недолго: уже в 1925 году улица была переименована в честь террориста-народовольца Степана Халтурина.

## Примечательные здания
- Детская городская поликлиника № 28

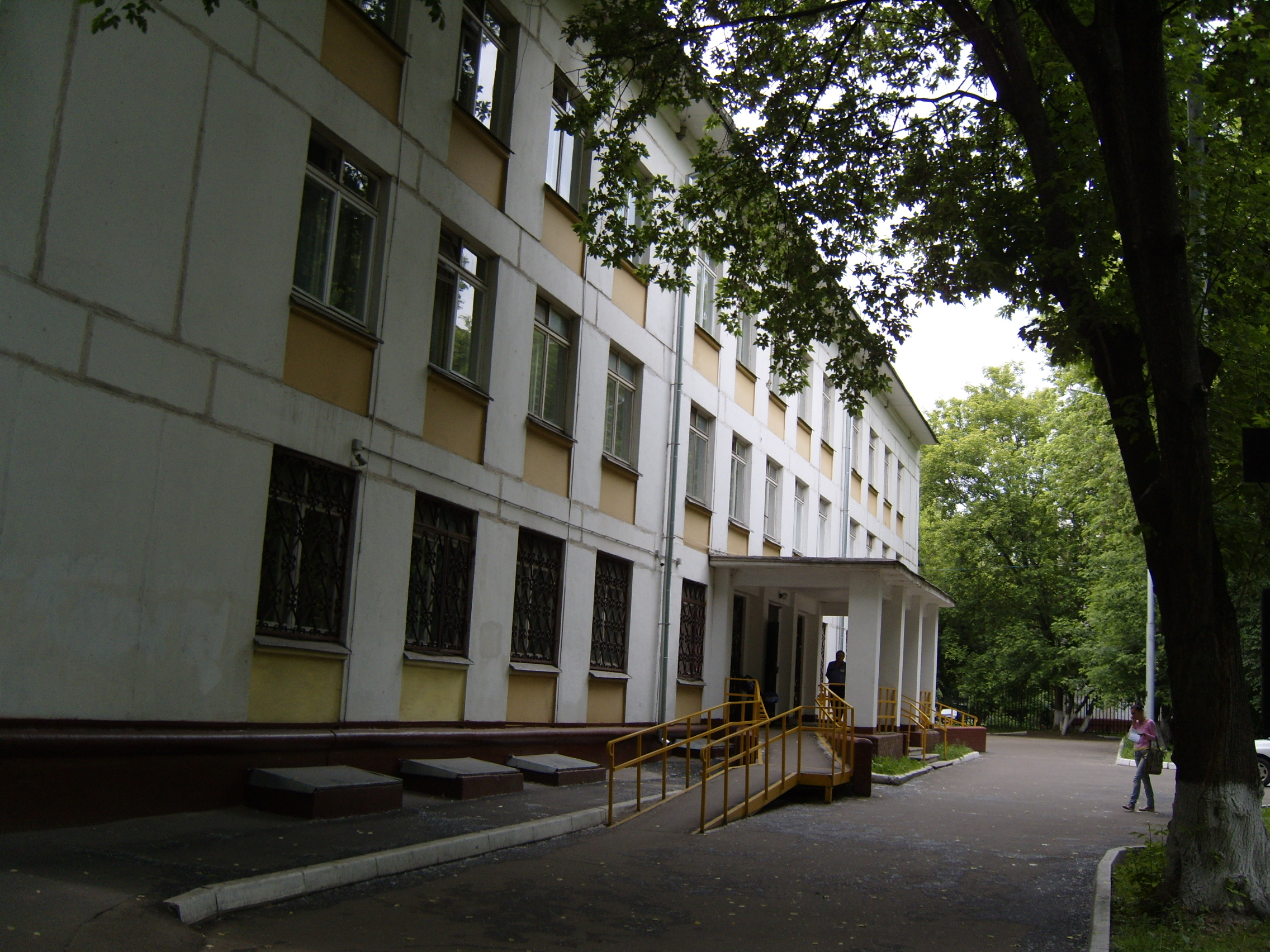
Детская городская поликлиника № 28

- Библиотека имени М. А. Шолохова

## Транспорт
- Трамваи № 4, 13, 36